# Nothophryne broadleyi
Genre
Espèce
Statut de conservation UICN

 EN B1ab(iii) : En danger
Nothophryne broadleyi, unique représentant du genre Nothophryne, est une espèce d'amphibiens de la famille des Pyxicephalidae.

## Répartition
Cette espèce se rencontre au-dessus de 1 200 m jusqu'à presque 3 000 m d'altitude, :
- dans le massif Mulanje dans le sud du Malawi ;
- sur le mont Ribaue dans l'ouest de la province de Nampula dans le nord du Mozambique.

## Étymologie
Cette espèce est nommée en l'honneur de Donald George Broadley.

## Publication originale
- Poynton, 1963 : Descriptions of southern African amphibians. Annals of the Natal Museum, vol. 15, p. 319-332 (« texte intégral »(Archive.org • Wikiwix • Archive.is • Google • Que faire ?)).